# Patranomodon
Patranomodon és un gènere extint de teràpsid anomodont que visqué en el Permià mitjà del Karoo, Sud-àfrica.
Juntament amb Galechirus, Galeops i Galepus, és un dels únics quatre anomodonts no dicinodonts dels quals s'ha trobat material postcranial.
És considerat, juntament amb Anomocephalus, un dels anomodonts més basals; els anomodonts basals difereixen dels dicinodonts especialment per la presència de dents marginals ben desenvolupats. La seva dentició és encara poc coneguda, però aparentment manca de cap especialització per a l'herbivorisme. En absència de les dades aportades per la dentició, és difícil saber els hàbits alimentaris d'aquest anomodonts, però certes característiques cranials, com el musell curt es donen en general en tetràpodes herbívors. Els Patranomodon manca l'articulació mandibular típica dels dicinodonts, i té una superfície articular en forma de cargol entre el quadrat i l'articular.